# Arena (jeu vidéo, 1986)
Pour les articles homonymes, voir Arena.
Arena est un jeu vidéo de sport multi-épreuve, dans le domaine de l'athlétisme, développé et édité par Psygnosis, sorti en 1986 sur Amiga et Atari ST. C'est l'un des premiers jeux de la société britannique. Il a été programmé par son président, Ian Hetherington, avec des graphismes de Colin Rushby.

## Description
Arena propose six disciplines : le 100 mètres, le lancer du poids, le lancer du javelot, le saut en longueur, le saut à la perche et le saut en hauteur. Toutes les épreuves sont basées sur le même système de contrôle : d'une part, la gestion d'une barre d'énergie, qui correspond à la force et/ou la vitesse de l'athlète, et d'autre part, l'utilisation de la touche saut à des moments clés pour enclencher une mise en action de l'athlète (impulsion, lancé). La barre d'énergie doit être maintenue le plus haut possible sur une échelle de 0 à 9 en appuyant alternativement et le plus vite possible sur deux touches du clavier (ou avec un gauche/droite du joystick). La touche saut sanctionne la synchronisation du personnage et est également utilisé dans le 100 mètres pour "casser" la ligne d'arrivée. Le déroulement et le règlement des véritables disciplines (nombres de tentatives, faux départ, etc) est globalement respecté. Une partie peut accueillir jusqu'à quatre joueurs, mais seulement en alternance. Il est possible de sauvegarder sa progression.
Le jeu présente des visuels et des animations de bonne qualité pour l'époque. Il a la particularité d'implémenter une touche humoristique lors des intermèdes, avec les irruptions inopinés d'un officiel aux répliques cinglantes (sous phylactères) en cas de contre-performance. Le jeu a été bien reçu par la presse mais il semble avoir été distribué en petite quantité.